# $h*! My Dad Says
$#*! My Dad Says (phát âm: "Bleep My Dad Says") là một bộ phim truyền hình hài kịch của Hoa Kỳ do Warner Bros. Television sản xuất và phát sóng trên kênh CBS. Series lấy nguồn cảm hứng từ bảng tin Twitter của trang Shit My Dad Says do nhà văn Justin Halpern sáng tạo, chúng chính là những câu nói trích dẫn từ người cha ruột của ông.
Ban đầu chương trình diễn ra trong khoảng thời gian từ 23 tháng 9 năm 2010 đến 17 tháng 2 năm 2011. Thời gian lên sóng truyền hình vào các ngày thứ Năm trong tuần lúc 8:30 (7:30 chiều giờ miền Trung). Sau khi phát hành 18 tập, tác phẩm bị thay thế giữa chừng bằng series Rules of Engagement, vốn được chiếu vào thứ Hai hàng tuần.
Đến ngày 15 tháng 5 năm 2011, nhà đài CBS quyết định hủy bỏ loạt phim chỉ sau một mùa ra mắt.

## Cốt truyện
Phim xoay quanh cuộc đời lão già Ed 72 tuổi cố chấp đã ly dị ba lần. Hai cậu con trai trưởng thành - Henry và Vince, đã quá quen với những phát ngôn bừa bãi và thường không đúng về mặt chính trị của cha mình từ nhỏ. Henry là một nhà văn và blogger đang gặp khó khăn, cho đến thời điểm kiệt quệ không còn đủ khả năng trả tiền thuê nhà, anh buộc phải dọn về sống chung với Ed, chính quyết định này đã làm nảy sinh thêm hàng loạt vấn đề mới trong mối quan hệ cha con vốn dĩ đã vô cùng rắc rối giữa họ. Suốt nhiều tuần thất nghiệp vì chật vật tìm việc và thiếu ý tưởng viết lách, Henry may mắn được một công ty liên hệ phỏng vấn. Trong buổi trao đổi nhận việc, lão cha già đã cắt ngang bằng cuộc gọi vô lý khiến biên tập viên lập dị chủ trì phỏng vấn phải để ý. Cuối cùng thì Henry được thuê, nhưng buộc phải chấp nhận sống với Ed để có nguồn cảm hứng sáng tác thông qua những lời nói huênh hoang rỗng tuếch chẳng ai muốn nghe của cha mình, đây cũng chính là lý do vì sao loạt phim mang tựa đề $#*! My Dad Says.

## Diễn viên
- William Shatner trong vai Dr. Edison Milford "Ed" Goodson III
- Jonathan Sadowski trong vai Henry Goodson
- Will Sasso trong vai Vince Goodson
- Nicole Sullivan trong vai Bonnie Goodson
- Tim Bagley trong vai Tim

## Phát triển
Tháng 11 năm 2009, CBS thông báo hãng đang phát triển chương trình truyền hình thí điểm dựa trên tài khoản trên Twitter do hai nhà văn Halpern và Patrick Schumacker sáng tác. William Shatner đảm nhận vai chính gần cuối tháng 2 năm 2010, chính điều này đã bật đèn xanh công đoạn sản xuất thử nghiệm. Nicole Sullivan và Ryan Devlin gia nhập vào đầu tháng 3. Quá trình thử vai đánh dấu sự hoàn tất với việc bổ sung thêm hai diễn viên Will Sasso (vai Vince) và Stephanie Lemelin (vai Sam) trong cuối tháng. Cả Sasso và Sullivan trước đây đều là bạn diễn trong loạt phim Mad TV.
$#*! My Dad Says được CBS lựa chọn vào tháng 5 năm 2010, truyền thông thời điểm đó đưa tin vai Henry (do Ryan Devlin đảm nhiệm trong tập thí điểm) bị chỉ đạo phải diễn lại hết toàn bộ phân cảnh nhưng không cho biết lý do đằng sau quyết định này. Đến tháng 7, Jonathan Sadowski thay thế Devlin gia nhập vào dàn nhân sự. Nhân vật Sam (Stephanie Lemelin) chịu chung số phận nhưng tệ hơn, bị loại thẳng tay, không bao giờ xuất hiện trong phần phát sóng thử nghiệm hoặc các tập tiếp theo.

## Tập phim
| TT. | Tiêu đề                         | Đạo diễn        | Biên kịch                                                         | Ngày phát hành gốc   | Mã sản xuất | Người xem tại tại Mỹ (triệu) |
| --- | ------------------------------- | --------------- | ----------------------------------------------------------------- | -------------------- | ----------- | ---------------------------- |
| 1 | "Pilot"                         | James Burrows   | David Kohan & Max Mutchnick & Justin Halpern & Patrick Schumacker | 23 tháng 9 năm 2010  | 2J5651      | 12.58                        |
| Bị cho thôi việc đột ngột, Henry (Jonathan Sadowski) suy nghĩ không biết mình có thể vay tiền từ cha ruột (Ed - William Shatner) hay không. Thời gian này Ed phải làm việc để lấy lại bằng lái xe sau khi quên gia hạn. Hai nhân vật chính khác là Vince (Will Sasso), anh trai của Henry và vợ Bonnie (Nicole Sullivan) thỉnh thoảng cũng đến thăm hai cha con.                                                          |                                 |                 |                                                                   |                      |             |                              |
| 2 | "Wi-Fight"                      | Gail Mancuso    | Jeff Astrof                                                       | 30 tháng 9 năm 2010  | 2J5652      | 10.43                        |
| Khi biết được Henry muốn kết nối Internet cho ngôi nhà, lão già Ed đã ra sức ngăn cản nhưng anh không bỏ cuộc. Bonnie tình cờ bị phát ban ở ngực và nhờ Ed (từng là một bác sĩ) kiểm tra để chẩn đoán triệu chứng bệnh. |                                 |                 |                                                                   |                      |             |                              |
| 3 | "The Truth About Dads and Moms" | Rob Schiller    | Erin Ehrlich                                                      | 7 tháng 10 năm 2010  | 2J5653      | 9.77                         |
| Vào một đêm khi Henry và Ed đi ăn tối, họ tình cờ gặp Tim (Tim Bagley), người đàn ông này trước đó đã bị sa thải vì làm giả bài thi lái xe của Ed. Hai cha con bắt đầu tranh cãi về những thứ cần làm để khắc phục hậu quả. Trong khi đó, Bonnie tìm được một công việc trang điểm xa xỉ và quyết tâm làm cho đến phút cuối để lấy tiền từ nó. Vince cũng kể cho Henry nghe về những gì đã thực sự xảy ra lúc họ còn nhỏ. |                                 |                 |                                                                   |                      |             |                              |
| 4 | "Code Ed"                       | Rob Schiller    | Nate Reger & Michael Lisbe                                        | 14 tháng 10 năm 2010 | 2J5654      | 10.16                        |
| Trong quán cà phê nọ, Henry lấy hết can đảm để ngỏ lời yêu với cô thu ngân lôi cuốn. Điều kiện đặt ra đây phải là một cuộc hẹn hò cặp đôi cùng dì của cô và Ed. |                                 |                 |                                                                   |                      |             |                              |
| 5 | "Not Without My Jacket"         | Gail Mancuso    | Justin Halpern & Patrick Schumaker                                | 21 tháng 10 năm 2010 | 2J5655      | 10.91                        |
| Ed khó chịu khi Henry sử dụng cốc cà phê của ông khi chưa được phép, quy tắc của Ed là phải hỏi lão trước khi mượn đồ và nhấn mạnh bản thân chưa bao giờ làm trái với suy nghĩ này. Tuy nhiên để tránh bị coi là một kẻ đạo đức giả, Ed phải làm đủ mọi cách để trả lại chiếc áo khoác của Henry mà ông không hỏi trước khi lấy.                                                                                          |                                 |                 |                                                                   |                      |             |                              |
| 6 | "Easy, Writer"                  | Gail Mancuso    | David Katz                                                        | 28 tháng 10 năm 2010 | 2J5657      | 10.81                        |
| Henry viết một bài báo về cha mình nhưng Ed lại cảm thấy xấu hổ vì điều đó. Bonnie và Vince trở thành bạn của cặp đôi quan trọng trong lĩnh vực bất động sản ở San Diego. |                                 |                 |                                                                   |                      |             |                              |
| 7 | "Dog Ed Pursuit"                | Gail Mancuso    | Jeff Astrof                                                       | 4 tháng 11 năm 2010  | 2J5658      | 11.01                        |
| Vince ghen tị khi Ed gắn bó với con chó của mình. Trong khi đó, Henry đồng ý hẹn hò với Katie - người giám sát điên rồ của hai vợ chồng anh trai nhằm lấy cho bằng được danh sách bất động sản. |                                 |                 |                                                                   |                      |             |                              |
| 8 | "The Manly Thing to Do"         | Gail Mancuso    | Justin Halpern & Patrick Schumacker                               | 11 tháng 11 năm 2010 | 2J5659      | 9.72                         |
| Một người bạn hải quân cũ của Ed đến thăm, nhưng thái độ kì thị của ông đối với người đồng tính và sự thụ động từ Ed đã khiến Tim bỏ đi. Trong khi đó, Henry vô tình nhìn thấy Bonnie khỏa thân. |                                 |                 |                                                                   |                      |             |                              |
| 9 | "Make a WISiH"                  | Rob Schiller    | Jeff Astrof                                                       | 18 tháng 11 năm 2010 | 2J5660      | 10.13                        |
| Bonnie và Vince có một bước chuyển sự nghiệp mạo hiểm sau khi gặp huấn luyện viên cuộc sống. Khi Ed tức giận đối mặt với diễn giả truyền động lực, trái tim ông bắt đầu rung động. |                                 |                 |                                                                   |                      |             |                              |
| 10 | "You Can't Handle the Truce"    | Gail Mancuso    | David Katz                                                        | 9 tháng 12 năm 2010  | 2J5656      | 9.40                         |
| Henry cố gắng dàn xếp một thỏa thuận đình chiến giữa Ed và người hàng xóm sau khi phát hiện ra họ đang có mối thù truyền kiếp. Trong khi đó, Vince và Bonnie gặp khó khăn khi nhận nuôi một chú chó. |                                 |                 |                                                                   |                      |             |                              |
| 11 | "Family Dinner for Schmucks"    | Rob Schiller    | Chris Kelly                                                       | 16 tháng 12 năm 2010 | 2J5661      | 10.30                        |
| Bonnie cố gắng khơi gợi lại truyền thống ăn tối với người thân nhưng điều này lại khiến những người đàn ông trong gia đình chán ăn. Ngoài ra, Henry gặp rắc rối vì nhận lỗi thay cho một người quen trong khi Ed kết bạn với một bác sĩ nóng bỏng trong bệnh viện. |                                 |                 |                                                                   |                      |             |                              |
| 12 | "Goodson Goes Deep"             | Steve Zuckerman | Jonathan Goldstein                                                | 6 tháng 1 năm 2011   | 2J5662      | 10.79                        |
| Ed muốn những kỷ vật bóng chày đã được hứa tặng cho ông nhưng sau đó chúng lại bị bán cho người khác. Bonnie và Vince chuyển đến nhà giữ xe để họ có thể cố gắng thụ thai và ít bị phân tâm hơn. |                                 |                 |                                                                   |                      |             |                              |
| 13 | "The Better Father"             | Peter Bonerz    | Jeff Astrof                                                       | 13 tháng 1 năm 2011  | 2J5663      | 10.14                        |
| Khi Bonnie và Vince biết rằng đám cưới đầu tiên của họ không hợp pháp, cặp đôi lên kế hoạch tổ chức một buổi lễ mới, nhưng Ed muốn từ mặt khi biết rằng cha của Bonnie sẽ đến. |                                 |                 |                                                                   |                      |             |                              |
| 14 | "Corn Star"                     | Peter Bonerz    | Justin Halpern & Patrick Schumacker                               | 20 tháng 1 năm 2011  | 2J5664      | 10.29                        |
| Khi chiều cao như bắp ngô của Ed trở thành một vấn đề với hiệp hội chủ sở hữu nhà, ông quyết định khắc phục vấn đề bằng cách đứng ra tranh cử chức chủ tịch hiệp hội. |                                 |                 |                                                                   |                      |             |                              |
| 15 | "Ed Goes to Court"              | Ted Wass        | Jeff Astrof                                                       | 27 tháng 1 năm 2011  | 2J5665      | 8.74                         |
| Là người đứng đầu mới được bầu của Hiệp hội Chủ nhà, Ed quan tâm đến việc theo đuổi cô hàng xóm Rosemary Pernworth hơn là thông qua bất kỳ luật nào. |                                 |                 |                                                                   |                      |             |                              |
| 16 | "Well Suitored"                 | Ted Wass        | Jeff Astrof                                                       | 3 tháng 2 năm 2011   | 2J5666      | 10.45                        |
| Ed xanh mặt vì ghen tị khi một triệu phú tranh giành tình cảm của Rosemary. Ngoài ra, ông chủ cũ của Bonnie và Vince cố gắng đền bù bằng một món quà lấy "quả trứng" làm trung tâm. |                                 |                 |                                                                   |                      |             |                              |
| 17 | "Lock and Load"                 | Steve Zuckerman | Chris Kelly                                                       | 10 tháng 2 năm 2011  | 2J5667      | 10.34                        |
| Khi một tên trộm đang lộng hành trong khu phố, Ed muốn sử dụng khẩu súng quý giá của mình để tự vệ, nhưng Rosemary đã phản đối ý tưởng này. Vince xem phim khiêu dâm để tham khảo mình nên có con như thế nào. Rosemary vô tình bắn Vince khi cô nghĩ anh là tên ăn cướp đang lẻn vào nhà. |                                 |                 |                                                                   |                      |             |                              |
| 18 | "Who's Your Daddy?"             | Steve Zuckerman | Steve Gabriel                                                     | 17 tháng 2 năm 2011  | 2J5668      | 9.70                         |
| Trạng thái của Ed chuyển thành "bối rối" khi ông gặp bạn gái mới trên Facebook của Henry và cảm nhận được mối liên hệ kỳ lạ với cô ấy. |                                 |                 |                                                                   |                      |             |                              |

## Đón nhận

### Đánh giá
$#*! My Dad Says nhận về nhiều đánh giá tiêu cực, trang web tổng hợp bình luận Metacritic cho số điểm dưới trung bình 28/100. Trên Rotten Tomatoes, các cây bút đồng loạt phản ánh và thẳng thừng đưa bộ phim về mức tỷ trọng 0% dựa trên 26 bài phê bình. Nhìn chung loạt bài góp ý đều đồng thuận ở nội dung: "$#*! My Dad Says sở hữu những trò đùa trẻ con, kịch bản tệ hại cùng màn tuyển diễn viên nổi tiếng nửa vời của William Shatner." Thống kê cho thấy hơn 12 triệu khán giả đã theo dõi buổi ra mắt, hai tập tiếp theo ngay lập tức mất gần 20% lượng người xem. Tập thứ tư và thứ năm cải thiện về xếp hạng, lần lượt đạt ngưỡng 10.16 và 10.91 triệu. Điểm sáng duy nhất ở đây là chương trình đã giành giải Phim hài truyền hình mới được yêu thích nhất tại Lễ Trao Giải Sự Lựa Chọn Của Công Chúng Lần Thứ 37 vào ngày 5 tháng 1 năm 2011.

### Tranh cãi
Tiêu đề của $#*! My Dad Says khi phát sóng đã được sửa đổi so với tựa gốc nhằm tuân thủ quy định của Ủy ban Truyền thông Liên bang về việc sử dụng ngôn ngữ tục tĩu trong giờ vàng. Những lời thô tục cũng được giảm bớt và điều chỉnh từ bảng tin Twitter của Halpern.
Vào ngày 19 tháng 5 năm 2010, CBS đã công bố tên chính thức của series và khung thời gian trình chiếu 8:30 tối khi giới thiệu trước về lịch trình mùa thu năm 2010. Giải quyết những lo ngại của cánh phóng viên về tựa phim, nhà mạng đảm bảo rằng từ ngữ thô bỉ sẽ không được sử dụng trong quảng cáo. Ngay sau đó, Hội đồng Truyền hình Phụ huynh (PTC) thông báo phản đối cái tên vì nó ám chỉ đến sự tục tĩu. Họ đồng loạt đứng lên đe dọa CBS bằng những thách thức về giấy phép phát sóng đối với bất kỳ chi nhánh nào công chiếu hoặc quảng cáo loạt phim trước 10 giờ tối.
Đáp lại cuộc tranh cãi, đại diện của CBS tuyên bố: "[Series] sẽ không khiếm nhã và tuân thủ tất cả các tiêu chuẩn của CBS. Nếu phụ huynh có nhu cầu, họ có thể dễ dàng chặn chương trình bằng cách sử dụng V Chip." Trong một cuộc phỏng vấn, nam diễn viên Shatner đưa ra lời nhận xét về những lùm xùm xung quanh tựa đề: "Chúng ta nói khạc nhổ; vậy tại sao không thể nói shit? Đại tiện là một chức năng rất tự nhiên của cơ thể. Chúng ta không nên loại bỏ nó". Ngoài ra, Bill Gorman từ trang web TVbytheNumbers cho biết cuộc biểu tình của PTC chỉ khiến tác phẩm càng được mọi người biết đến nhiều hơn, điều mà ông mong đợi sẽ vô tình làm tăng xếp hạng của phim.
Tại buổi họp báo của Hiệp hội Phê bình Truyền hình vào tháng 7 năm 2010, Shatner đã bình luận thêm về tiêu đề và cho biết: "Từ 'shit' ở xung quanh chúng ta. Đó không phải là một thuật ngữ tồi tệ. Đó là một chức năng tự nhiên. Tại sao chúng ta lại phải thận trọng?"